# Belén de Choquecota
Belén de Choquecota ist eine Ortschaft im Departamento Oruro im Hochland des südamerikanischen Anden-Staates Bolivien.

## Lage im Nahraum
Belén de Choquecota ist zentraler Ort des Kanton Belén de Choquecota im Municipio Huayllamarca in der Provinz Nor Carangas. Der Ort liegt auf einer Höhe von 3972 m am Westrand der Serranía de Huayllamarca, einem etwa 100 km langen Höhenrücken, der sich im bolivianischen Hochland in nordwestlich-südöstlicher Richtung erstreckt. An Belén de Choquecota vorbei in südwestlicher Richtung fließt der Río Jachcha Jahuira,  der in den Río Barras mündet, der flussabwärts in den Salar de Coipasa mündet.

## Geographie
Belén de Choquecota liegt zwischen den andinen Höhenzügen der Cordillera Oriental im Westen und der Cordillera Occidental im Osten im Trockenklima des Altiplano.
Der mittlere Jahresniederschlag beträgt etwa 330 mm und fällt zu 80 Prozent in den Monaten Dezember bis März (siehe Klimadiagramm Huayllamarca). Die Jahresdurchschnittstemperatur liegt bei knapp 8 °C, die monatlichen Durchschnittswerte schwanken zwischen 4 °C im Juni/Juli und etwa 10 °C von November bis März.

## Verkehrsnetz
Belén de Choquecota liegt in einer Entfernung von 105 Straßenkilometern westlich von Oruro, der Hauptstadt des gleichnamigen Departamentos.
Von Oruro aus führt die asphaltierte Nationalstraße Ruta 31 in westlicher Richtung über La Joya und Lajma nach Chuquichambi und weiter über die Provinzhauptstadt Huayllamarca und Totora nach Curahuara de Carangas, wo sie auf die Ruta 4 Richtung Chile trifft. In Chuquichambi führt eine unbefestigte Landstraße in südwestlicher Richtung über Belén de Choquecota ebenfalls nach Totora.

## Bevölkerung
Die Einwohnerzahl des Ortes ist in den vergangenen beiden Jahrzehnten um etwa die Hälfte angestiegen:
| Jahr | Einwohner | Quelle       |
| ---- | --------- | ------------ |
| 1992 | 51        | Volkszählung |
| 2001 | 34        | Volkszählung |
| 2012 | 84        | Volkszählung |
| 2024 |           | Volkszählung |

Die überwiegende Bevölkerungsmehrheit der Region gehört dem indigenen Volk der Aymara an, im Municipio Huayllamarca sprechen 96 Prozent der Bevölkerung die Aymara-Sprache.